# Mohar nepalí
El mohar fue la moneda de curso legal de Nepal desde la segunda mitad del siglo XVII hasta 1932. Se acuñaron mohares de oro y plata, cada uno dividido en 128 dam. También se acuñaron dams de cobre. La equivalencia era de 4 dams = 1 paisa. Los valores del cobre, el oro y la plata eran relativos de un metal a otro y no se fijaron hasta 1903. Ese año, el mohar de plata se convirtió en la moneda base del sistema, y se dividía en 50 paisa. En 1932 el mohar fue sustituido por la rupia nepalí, también conocida como mohru.

## Monedas
Durante el reinado de Girvan Yudha (1799-1816), se acuñaron monedas de cobre de 1 y 2 dam y 2 paisa, junto a monedas de plata de 1 dam, 1/32, 1/16, ⅛, ¼, ½, ¾, 1, 1½ y 3 mohar. También se acuñaron piezas de oro de 1 dam, 1/32, 1/16, ⅛, ¼, ½, 1, 1½ y 2 mohar.
En el reinado de Rajendra (1816-1847) no se acuñaron monedas de cobre. Las monedas acuñadas fueron ¾, 1½ 2 y 3 mohar de plata, y 1½ mohar de oro.
El rey Surendra (1847-1881) introdujo nuevas series de cobre en 1866 en denominaciones de 1 dam, 1 y 2 paisa. Las acuñaciones de plata eran en las mismas denominaciones que sus predecesoras, al igual que las monedas de oro exceptuando el cese de la producción de monedas de 2 mohar. El cono monetario del rey Prithvi tampoo varió demasiado excepto por la acuñación de monedas de 4 y 1/64 mohar de plata.
Las monedas de cobre del rey Tribhuvan eran de 1, 2 y 5 paisa. Las monedas de plata eran de 1, ¼, ½, 1, 2 y 4 mohar. Entre las monedas de oro se encontraban denominaciones de 1, 1/32, 1/16, ⅛ y 1 mohar. Las acuñaciones en oro se siguieron fabricando incluso hasta 1950, mucho después de la introducción de la rupia.